# 아르주나상
아르주나상(Arjuna Awards)은 인도 정부가 스포츠 분야에서 우수한 성과를 거둔 자에게 수여하는 상으로 1961년에 제정되었다. 상에는 아르주나의 모습을 본뜬 청동 동상과 두루마리, 그리고 50만 루피의 현금이 포함된다.
지난 수십년간 상의 범위는 지속적으로 확대되어 왔으며 상이 도입되기 이전의 운동선수들도 많은 수가 수상자 목록에 포함되었다. 스포츠 종목도 계속 증가하여 전통 스포츠 종목과 장애인 종목까지 포괄하게 되었다.
인도 정부는 2002년에 수상 요건을 한 차례 변경하였다. 변경된 가이드라인에 따르면 아르주나상의 수상자는 국제 수준에서 지난 3년간 훌륭한 성적을 거두었어야 하며, 이와 더불어 리더십과 스포츠맨십, 절제력을 겸비해야 한다. 2001년부터 시상의 범위가 아래와 같이 좁혀졌다.
- 올림픽 / 아시안 게임 / 코먼웰스 게임 / 각 종목별 세계 선수권 대회 및 크리켓
- 전통 스포츠
- 장애인 종목